# West Ham United FC Women
West Ham United FC is een Engelse vrouwenvoetbalclub uit Londen. De club werd in 1991 opgericht en is de vrouwenafdeling van West Ham United FC. Het team, beter bekend als The Hammers, komt sinds 2018 uit in de FA Women's Super League, het hoogste niveau in het Engelse vrouwenvoetbal.
De club speelt haar thuiswedstrijden in het Victoria Road, eigendom van Dagenham & Redbridge FC.

## Bekende (oud-)Hammers

### Speelsters
- Isibeal Atkinson
- Dagný Brynjarsdóttir
- Lisa Evans
- Esmee de Graaf
- Tessel Middag
- Eva Nyström
- Seraina Piubel
- Oona Siren
- Emma Snerle
- Amalie Thestrup
- Amber Tysiak

### Trainers
- Rehanne Skinner